# Projeção de Miller

ɿ

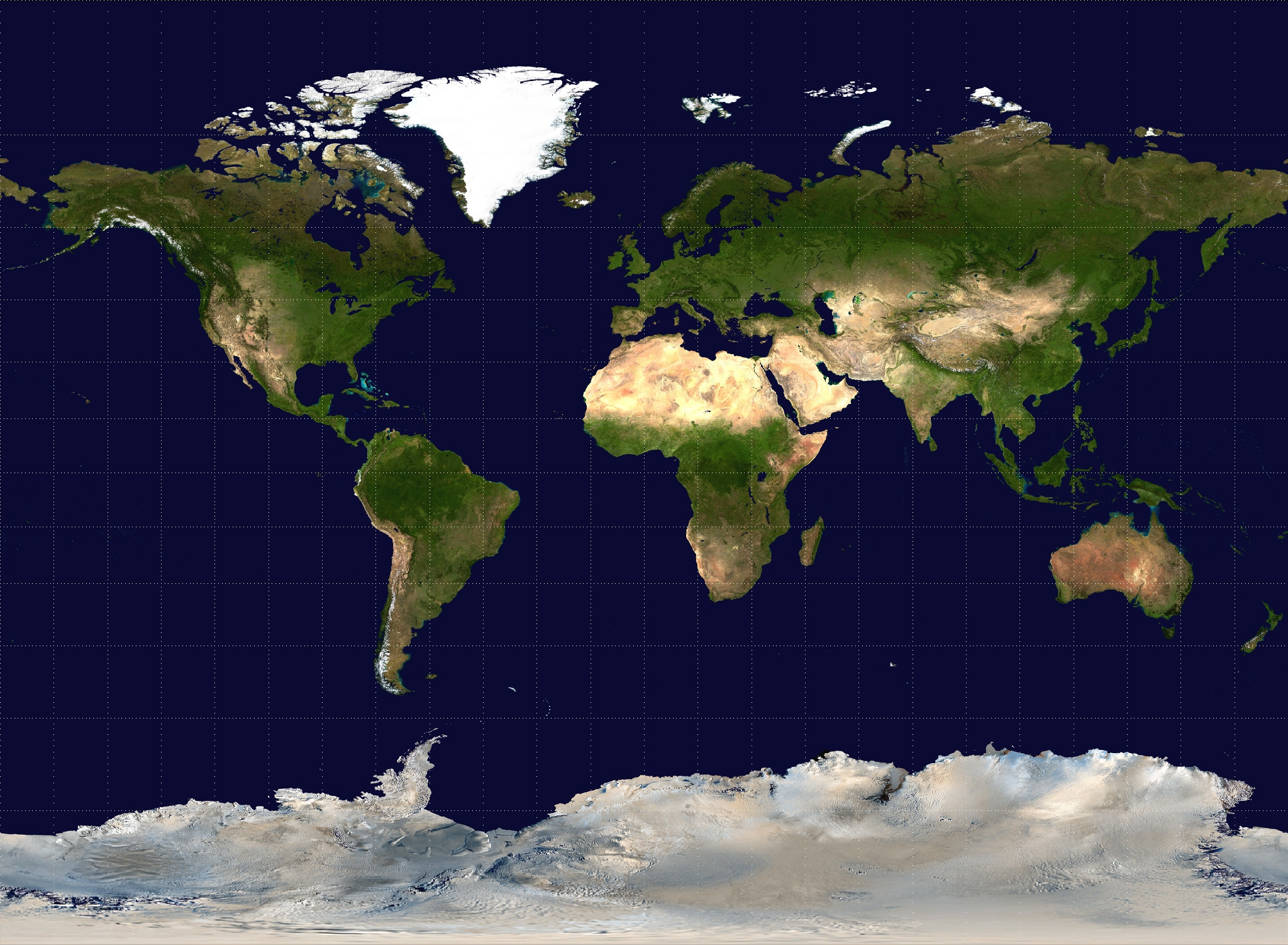
Projecção de Miller.

A projecção de Miller foi apresentada em 1942 por Osborn Miller (1897 - 1979). Trata-se de um conjunto de projecções designadas como projecções de Miller criadas como alternativa à projecção de Mercator, com o intuito de reduzir a grande variação da escala com a latitude e de permitir que os pólos fossem representados.
Nessa projeção a forma esférica da Terra é projetada em outra figura geométrica de forma cilíndrica, tornando possível representar a superfície terrestre num único plano.
As distorções dessa projeção são menores nas áreas próximas da linha do equador e aumentam em direção aos polos.A projeção de Miller é um entre as dezenas de projeções cilíndricas que existem como a de Mercator.